# 彌吉健生
彌吉 健生（やよし けんせい、1964年4月10日 - ）は、日本の俳優。福岡県出身。フリー。エヌ・エー・シーに所属していた。西南学院大学卒業。

## 出演作品

### テレビドラマ
- 刑事追う! 第11話「目撃証言」（1996年）
- 月曜ドラマスペシャル ダンスパートナー連続殺人（1996年）
- 土曜ワイド劇場 車椅子の弁護士・水島威 第4作「ふたりの夫を殺した女! 敏腕おんな検事が、結婚詐欺師の罠にハマった…!?」（1997年）
- 徳川慶喜（1998年） - 一橋家家臣
- Sweet Season 第4話「シングル・マザー」（1998年）
- スキッと一心太助 第3話（1999年）
- 永遠の仔 第6話「弟が放火!! 父の罪と母の死…家族が崩壊する」（2000年）
- はみだし刑事情熱系 PART5 第11話「死者が仕掛けた爆弾 涙のタイムリミット」（2000年）
- 金曜エンタテイメント 壁ぎわ税務官 ライバル登場編（2002年）